# Rommel Hurtado
Rommel Edelberto Hurtado García (Armenia, siglo XX-Armenia, 15 de julio de 2010) fue un abogado, empresario cafetero y político colombiano.
Era hermano del periodista Andrés Hurtado García.

## Trayectoria e investigaciones
Hurtado García era uno de los más allegados seguidores del político Álvaro Gómez, formando parte de la corriente que este lideraba al interior del Partido Conservador y llegando a ser secretario privado del líder conservador.
Fue uno de los fundadores de la Universidad Sergio Arboleda en 1984. En 1994 fue nombrado viceministro de Comunicaciones de Ernesto Samper, con el cual llevaba una buena relación personal pese a estar en distintas corrientes ideológicas.

### Asesinato de Álvaro Gómez y Golpe de Estado contra Samper
Tras el asesinato de Álvaro Gómez Hurtado, se vio involucrado en el presunto golpe de Estado contra Ernesto Samper, cuando en 1998 la Fiscalía allanó su casa e incautó una proclama llamada “Acto del Poder Constituyente”, en la que se detallaba un plan para derrocar a Samper. En relación con el supuesto golpe de Estado, declaró que los documentos le llegaron por correo entre 1995 y 1996 y que de inmediato los puso bajo conocimiento de Samper, versión corroborada por el expresidente; y en relación con el magnicidio de Gómez declararía que cuando estuvo recluido en La Picota en 1995 por el proceso 8.000 escuchó de unos narcotraficantes que el crimen fue perpetrado por oficiales del DAS cercanos al esquema de seguridad del Ministro del Interior Horacio Serpa.

### Relación con el Cartel de Cali, asesinato de Carlos Galán y el Proceso 8.000
A finales de la década de 1980, se reveló que Hurtado García se habría reunido con el coronel Carlos Alfonso Velásquez, miembro del Bloque de Búsqueda, al que le habría dicho que los hermanos Rodríguez Orjuela querían entregarse pero que debían dejar de perseguirlos o les “iría mal”. Más adelante negaría las acusaciones.
El nombre de “Rómel Hurtado” apareció en 1995 en una lista de beneficiarios de cheques de la empresa “Inversiones Ara Ltda.” empresa que resultó ser una fachada del Cartel de Cali. La fiscalía determinó que se trataba del viceministro conservador y que este se había hospedado en Cali con dineros del narcotráfico. Además, investigó a la presunta visita de Hurtado a los hermanos Orjuela en la cual les habría mostrado el manifiesto del supuesto golpe de Estado.
Hurtado fue capturado en marzo de 1999 y la fiscalía lo acusó de enriquecimiento ilícito en octubre del mismo año, al recibir $455,5 millones de pesos de cuentas fachadas del Cartel de Cali, esto en el marco del proceso 8.000.
La defensa alegó que como Hurtado tenía la labor de pasar información del Cartel de Cali al Gobierno para dar golpes al Cartel de Medellín, los dineros obedecían a una “causa altruista” y de hecho fue condecorado con la medalla Santander por el ejército Nacional de Colombia por ser el puente de información entre las partes. Fue considerada como la “última persona juzgada por el proceso 8.000”, ya que fue imputado en 1999 y solo empezó el juicio en 2003.
Con relación al asesinato de Luis Carlos Galán, Hurtado declaró en contra del excongresista Carlos Oviedo Alfaro, condenado por el magnicidio del dirigente liberal.

## Veedor del Quindío
Tras retirarse la vida pública nacional, Hurtado se había dedicado a realizar denuncias por casos de corrupción, acumulando 80 investigaciones para cuando fue asesinado. En especial había investigado a dos personas: al dos veces alcalde de Armenia David Barros Vélez y a la exgobernadora y entonces congresista electa, Amparo Arbeláez. Barros Vélez había sido denunciado por irregularidades en un contrato de 2.000 millones de pesos que se suponía dotaría de cámaras de seguridad a la ciudad, sin embargo, estas nunca se instalaron. A Arbeláez la había denunciado por irregularidades en contratos cuando era gobernadora.
Entre otros de los múltiples acusados estaba el exgobernador de Quindío Julio César López por violación de la transparencia en las licitaciones de su administración y un grupo de concejales de Armenia acusados de anomalías en la constitución de cooperativas.

## Asesinato
Al mediodía del 15 de julio de 2010, Hurtado se dirigía a su despacho acompañado del periodista Miguel Ángel Rojas Arias y el abogado Rodrigo Villegas, cuando dos sicarios lo ultimaron de un disparo en la cabeza en el centro de Armenia. Los asesinos huyeron y uno de ellos fue localizado por la policía en los barrios bajos de la ciudad, donde, después de un tiroteo, fue capturado, pero fallecería pocas después en un hospital de la ciudad por las heridas del enfrentamiento. La Policía empezó a manejar varios móviles del crimen, entre ellos que se tratara de una retaliación por las denuncias de corrupción que venía realizando, que pudiera estar relacionado con el narcotráfico y sus vínculos con el Cartel de Cali o que pudiera estar relacionado con su involucramiento en el supuesto golpe de Estado contra Samper. Rojas Arias confirmó que el día anterior a los hechos Hurtado había recibido amenazas de muerte.
Algunos días después, el segundo sicario fue hallado muerto. Aunque posteriormente la Fiscalía realizaría varios allanamientos y capturas adicionales, solo dos personas, que actuaron como intermediarios en el pago a los sicarios, han sido condenadas. A estas dos personas se les condenó a 19 años de prisión, pero aún no han confesado de quienes recibieron las órdenes para cometer el homicidio.